# 松下幸志
松下 幸志（まつした こうし、1970年8月28日 - ）は、日本の漫画家、かみやたかひろの元アシスタント。高知県幡多郡十和村出身。
「コミックボンボン」増刊号にて『ゴキ王』でデビュー。

## 主な作品
- トリッキーさん
- ど〜んとドラゴン・キッドくん
- 愛とグルメの栄養戦士 LaLaLaクッキンガー